# Alexander Mahmoud
Alexander Abdu Mahmoud, född den 30 augusti 1990, är en svensk fotograf och journalist.

## Biografi
Mahmoud är uppvuxen i Grimslöv. Han inledde sin journalistiska karriär på Smålandspostens ungdomsredaktion. Han har därefter verkat som frilansfotograf och är nu anställd på Dagens Nyheter. Han har även fotouppdrag för Nobelstiftelsen och tar bland annat porträttbilder av alla Nobelpristagare varje år.
År 2015 nominerades Alexander Mahmoud till Stora journalistpriset i kategorin Årets berättare för sitt reportage Hem till byn som publicerades i tidningen Re:public år 2014. Reportaget är personligt och utgår från honom själv då han lyfter frågor kring utanförskap och rasism. Det ledde även till att Mahmoud gav ut boken Mellan rummen år 2015 på Bokförlaget Atlas. År 2018 nominerades han återigen till Stora journalistpriset, men då i kategorin Årets röst bland annat för ett reportage om ett av offren från terrorattentatet på Drottninggatan i Stockholm 2017.
År 2018 tilldelades Mahmoud Helsingborgs Dagblads fotopris. Samma år belönades han också med Samfundet De Nios Julpris.
Alexander Mahmoud var sommarpratare den 25 juli 2019.
Mahmoud fick i november 2021 mottaga Stora journalistpriset i kategorin Årets avslöjande, tillsammans med Patrik Lundberg och Josefin Sköld på Dagens Nyheter, för adoptionsgranskningen "Barn till varje pris". Trion gav 2022 ut boken Adoptionerna : ett granskande reportage på förlaget Natur & Kultur. Med boken fördjupar författarna historien om misstänkta brott kopplade till internationella adoptioner till Sverige från mitten av 1900-talet fram till i dag.
År 2023 utkom Mahmoud med självbiografin Du vill inte mer, en fotografisk arbetsdagbok, på Norstedts förlag. Boken skildrar hans intensiva arbetsliv som för honom över världen.

### Privatliv
Mahmoud är bosatt i Stockholm. Modern är från Slovenien, fadern från Egypten och styvfadern från Polen.

### Som medförfattare
- 2022 Adoptionerna: ett granskande reportage  (tillsammans med Patrik Lundberg och Josefin Sköld), Natur & Kultur,  ISBN 9789127166370

## Priser och utmärkelser
- 2018 Helsingborgs Dagblads fotopris
- 2018 Samfundet De Nios Julpris
- 2021 Stora journalistpriset i kategorin Årets avslöjande tillsammans med Patrik Lundberg och Josefin Sköld
- 2025 Årets bild i kategorin TV Sport[9]